# 邓福村
邓福村（1929年5月—2021年2月16日），男，浙江人，中国基督教牧师，曾任中国基督教三自爱国运动委员会副主席，第九、十届全国政协委员。